# Corentin de Leissègues
Corentin Urbain de Leissègues (29 août 1758 à L'Hôpital-Camfrout - 26 mars 1832 à Paris), est un vice-amiral français.

## Biographie
Corentin de Leissègues est né dans une famille d'ancienne bourgeoisie originaire d'Auvergne, établie en Bretagne au XVIe siècle. Elle est issue de Robert de Leissègues, né vers 1609, époux de Jeanne Guimar, bourgeois de Lesneven. Valentin de Leissègues (1671-1714) sieur de Trevascoët, procureur fiscal à Pont-Croix est l'auteur de la branche aînée, désormais éteinte. Son petit-fils, Bertrand de Leissègues, sieur de Pennayeun (1720-1776, notaire royal à Châteaulin, marié à Louise Le Goff, héritière de Pennayeun, est l'auteur de la branche subsistante.

## Carrière
Lorsque Corentin de Leissègues s'enrôla à l'âge de 20 ans, en 1778, la France était en guerre avec l'Angleterre. En compagnie de Julien Marie Cosmao-Kerjulien, il s'embarqua sur la frégate l’Oiseau, qui croisait dans la Manche. Il passa ensuite sur la Nymphe : cette frégate faisait partie de la division qui s'empara du Sénégal, de la Gambie et de la Sierra Leone. Sa naissance avait facilité son avancement. En 1780, il était lieutenant de frégate à bord de la Magicienne, avec laquelle il reprit la croisière de la Manche.
L'année suivante, placé sous les ordres du bailli de Suffren, il prit sa part dans les six combats livrés à l'amiral Hughes ; dans celui qui eut lieu devant Provédien (côte est de Ceylan), il reçut une large blessure à la tête. Cette campagne dura quarante mois.
En 1785, Leissègues croisait dans les mers du Nord, à bord de la frégate la Vigilante. De 1787 à 1791, devenu sous-lieutenant de vaisseau, il fit une campagne d'observation dans la mer des Indes à bord de la Méduse, et commanda ensuite, en qualité de lieutenant, le brick le Furet sur les côtes de Terre-Neuve.
Dès les premiers mois de 1793, il était capitaine de vaisseau : il prit alors, à bord de la frégate la Pique, le commandement d'une division chargée de transporter aux îles du Vent trois commissaires de la Convention et un bataillon de troupes de ligne. Il trouva la Guadeloupe au pouvoir des Anglais, la reprit tout entière dans l'espace de quatre mois, et sut s'y maintenir quoique bombardée pendant trois mois consécutifs par l'escadre de l'amiral Jervis, qui était arrivé trop tard pour empêcher la conquête française. Ce succès lui valut le grade de contre-amiral (16 novembre 1793) et le commandement des Îles du Vent jusqu'en 1793. À son retour en France, en l'an VIII, le Directoire le chargea de l'inspection des côtes de Saint-Malo à Flessingue, et le nomma ensuite commandant d'armes dans les ports d'Ostende, de Flessingue et d'Anvers, ainsi que des forces navales françaises et bataves, réunies dans les ports et dans les rades de l'île de Walcheren. Les mesures furent si bien concertées que les Anglais n'osèrent rien entreprendre contre lui.
Lorsqu'en l'an X, le Premier consul voulut rappeler les puissances barbaresques au respect du pavillon français, il fit choix de l'amiral de Leissègues pour commander la division navale chargée de cette mission. Leissègues obtint à Alger et à Tunis toutes les satisfactions exigées par le Premier consul, et ramena avec lui les présents du dey d'Alger et l'ambassadeur extraordinaire de celui de Tunis.
La même année, il conduisit à Constantinople le général Brune, accrédité auprès de Sélim III en qualité d'ambassadeur extraordinaire, et puis il alla installer dans les Échelles du Levant les consuls de Chypre, de Rhodes, de Chio et de Salonique : c'était le temps de la paix d'Amiens. Il se dirigea ensuite sur Alexandrie pour s'assurer si les Anglais l'avaient évacuée, et de là sur Malte, où il lui fut aisé de reconnaître que l'Angleterre ne se disposait nullement à rendre cette île à l'ordre de Saint-Jean de Jérusalem, selon les prescriptions du traité. La reprise des hostilités était imminente : elles ne tardèrent pas à recommencer, et Leissègues fut appelé au commandement d'une des escadres de l'armée navale de Brest, aux ordres de l'amiral Ganteaume.
Nommé membre de la Légion d'honneur le 19 frimaire an XII, il reçut la croix de commandeur de l'ordre le 25 prairial suivant.
En 1806 son escadre de cinq navires apporte des troupes et leurs supports à Saint-Domingue mais l'attaque par l'escadre du vice-amiral Duckworth la détruit.
Le 7 avril 1809, Leissègues fut chargé de la défense de Venise, attaquée par terre et par mer.
Commandant des forces navales françaises, italiennes et napolitaines dans la mer Ionienne en 1811 il fit ravitailler Corfou, où il restera jusqu'à la remise de l'île aux Alliés sur l'ordre du gouvernement royal, en 1814. Au mois d'août 1811, l'Empereur l'envoya à Corfou. Il plaça sous ses ordres toutes les forces navales françaises, italiennes et napolitaines dans les îles Ioniennes. Le but de cette mission était d'assurer l'approvisionnement et les communications de l'île de Corfou ; elle eut un plein succès. L'île était encore approvisionnée pour deux ans, lorsqu'il en fit la remise aux troupes alliées en 1814.
Au mois de juin de la même année, il rentrait à Toulon sur l'escadre du contre-amiral Cosmao-Kerjulien. Sous la Restauration, Leissègues devint successivement chevalier et commandeur de Saint-Louis et vice-amiral en 1816. Dix-huit mois après, une retraite prématurée le condamna au repos.
Il est mort à Paris le 26 mars 1832.

## Famille
Il s'était marié à Marie-Anne-Frédérique Butel du Retour, qui lui donna trois filles. Veuve, elle eut droit à une pension.

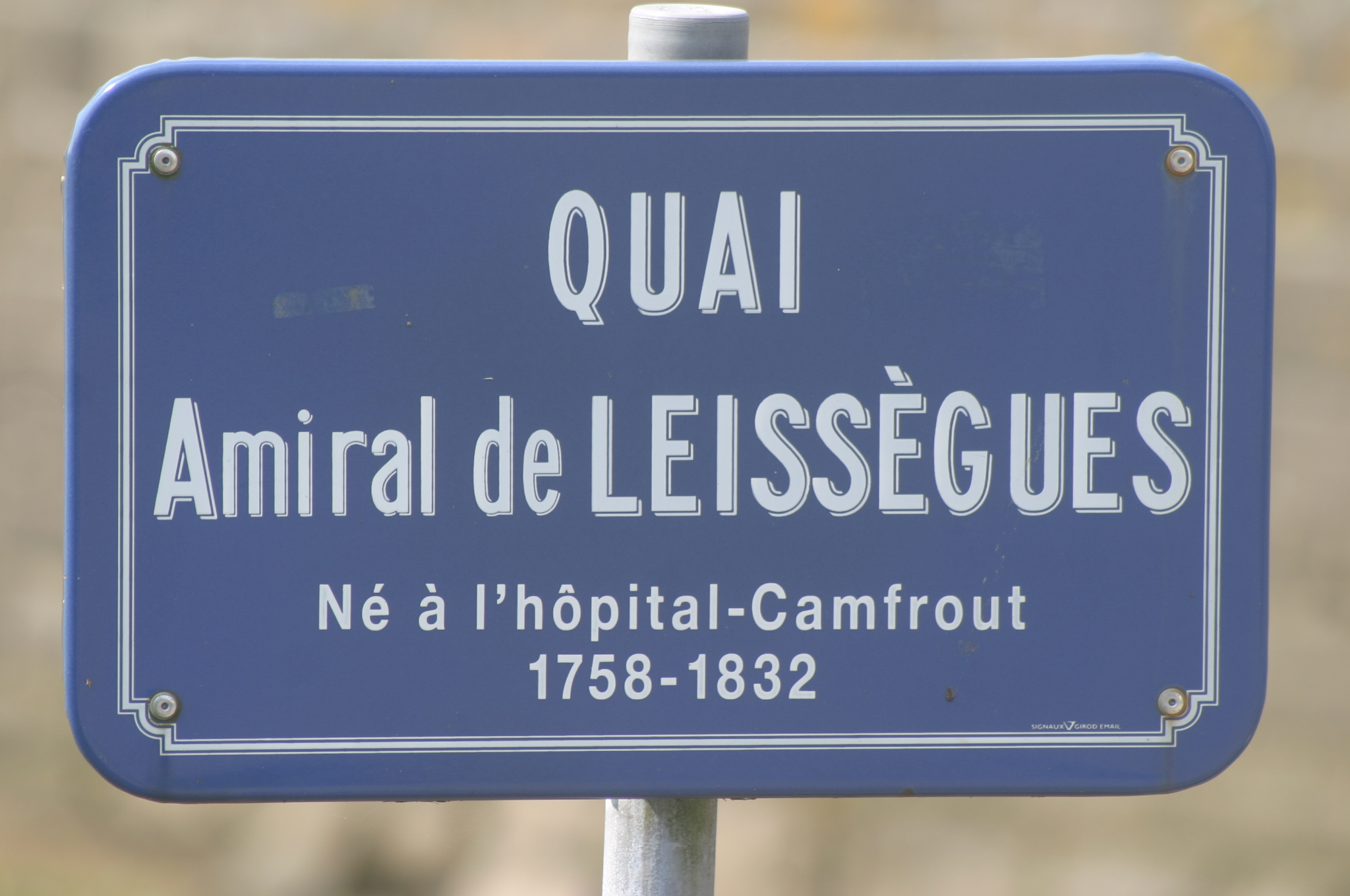
Quai Amiral de Leissègues, sur le Camfrout

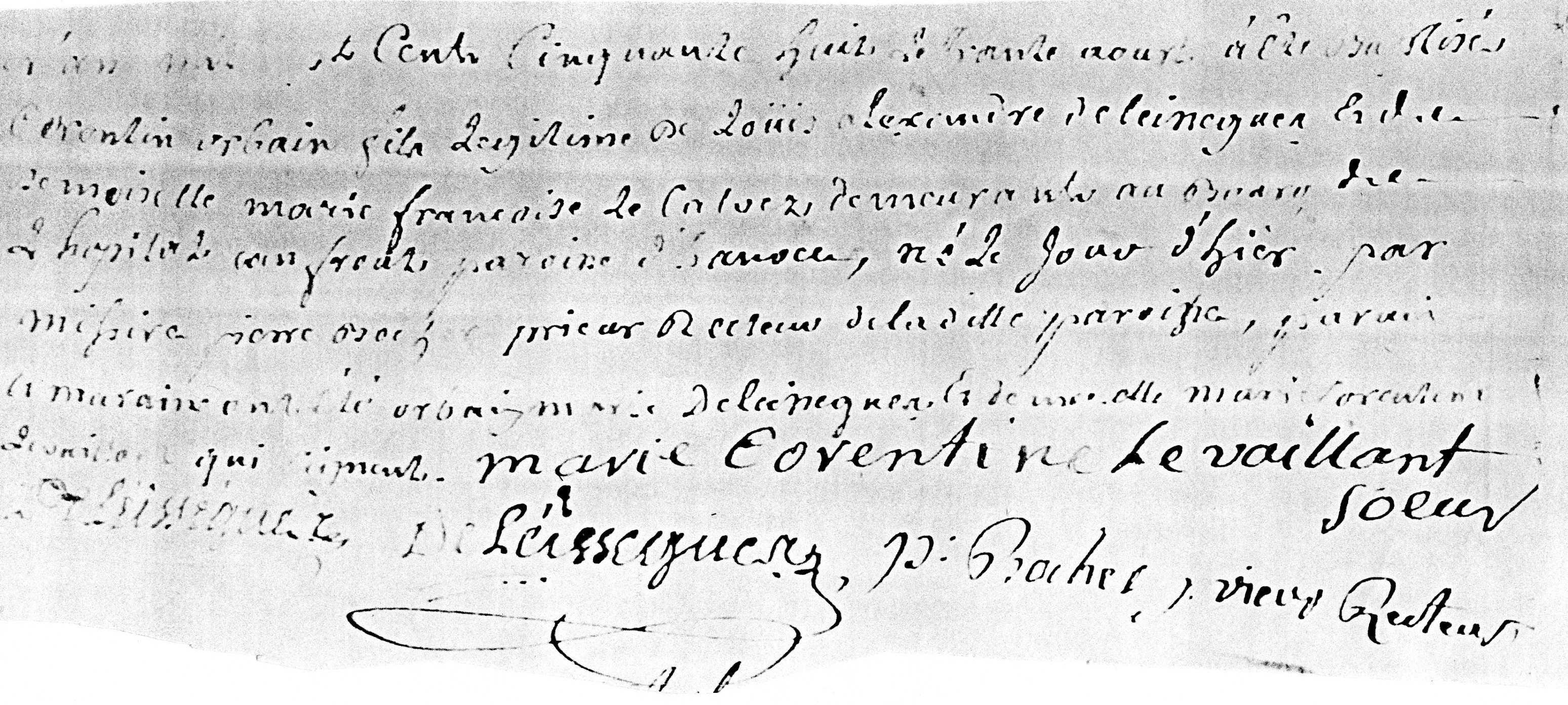
Acte de baptême de Corentin Urbain de Leissègues

## Sources
- Biographie des célébrités militaires des armées de terre et de mer de 1789 à 1850, T 2. G-WUR, Charles Mullié, éditeur Poignavant, Paris, 18**
- Biographie universelle ancienne et moderne T 24. Leibniz-Llywelyn / publié sous la direction de M. Michaud ; ouvrage réd. par une société de gens de lettres et de savants. 1843-18
- Biographie maritime, Joseph François Gabriel Hennequin, T 1, Regnault, Paris 1835
- Biographie bretonne – Recueil de notices sur tous les Bretons qui se sont fait un nom, par Prosper Levot, Tome 2, Cauderan éditeur, Vannes, 1857.